# Ключове питання
«Ключове питання» («Võtmeküsimus») — радянський художній фільм 1986 року, знятий режисером Аго-Ендріком Керге.

## Сюжет
Виробничий фільм, про голову виконкому Раулі Таммківі, а його дні та будні, у фільмі порушується тема будівництва житла.

## У ролях
- Айвар Томмінгас — Рауль Таммківі, голова виконкому
- Ао Пееп — Еріх Вільток, секретар партії
- Антс Андер — Антс Мууга
- Тійт Ліллеорг — Александер Сииритца
- Тину Каттай — Тійт Палбут
- Лійна Тенносаар — Айлі Тиру
- Тиніс Лепп — Калев Тиру
- Еріка Кальюсаар — Етель Таммківі, дружина Рауля
- Крістіна Шульц — Крістіна Таммківі, дочка Рауля
- Волдемар Паавел — Альберт Савельєвич Рехемаа, ветеран
- Яан Кіхо — Алексєєв, бригадир монтажників
- Петер Коллом — Круус, бригадир оздоблювальників
- Лембіт Лійвам'яги — товариш Карелсон
- Кірсті Неем — епізод
- Елле Кулль — кіноактриса в ролі інопланетянина
- Март Райк — епізод
- Андріс Лепік — начальник відділу внутрішніх справ
- Андрус Еесмаа — кіноактор у ролі інопланетянина
- Ханнес Кальюярв — кіноактор у ролі інопланетянина
- Мярт Віснапуу — епізод
- Каупо Суустер — епізод
- Петро Волконський — кінорежисер
- Вілья Пальм — жінка на зборах
- Лійна Піхлак — сусідка

## Знімальна група
- Режисер — Аго-Ендрік Керге
- Сценарист — Март Кадастік
- Оператор — Аго Руус
- Композитор — Тину Найссоо
- Художник — Лійна Піхлак